# Winter Is Coming (2020)
Winter Is Coming (2020) foi um episódio  televisivo especial de wrestling profissional produzido pela All Elite Wrestling (AEW). O evento aconteceu em 2 de dezembro de 2020 no Daily's Place em Jacksonville, Flórida, e foi transmitido pela TNT como um especial do programa semanal de televisão da AEW, Dynamite.

## Produção

### Conceito
Em 18 de novembro de 2020, no episódio do Dynamite, foi anunciado que o episódio de 2 de dezembro se intitularia "Winter Is Coming". A AEW promoveu o especial Winter Is Coming como "o maior Dynamite da história".
O título do episódio " Winter Is Coming " é derivado do Game of Thrones, uma série de televisão da HBO, que faz parte da subsidiária WarnerMedia da AT&T, que também inclui a parceira de transmissão da AEW, TNT. A frase era o título do episódio piloto de Game of Thrones, bem como o lema (ou "Palavras") da House Stark de Winterfell. O uso do título foi aprovado pelos funcionários da WarnerMedia, já que a WarnerMedia usou o Dynamite para promover a HBO Max e outras propriedades da WarnerMedia.

### Rivalidades
| Função:              | Nome:                         |
| -------------------- | ----------------------------- |
| Comentaristas        | Jim Ross                      |
| Comentaristas        | Tony Schiavone                |
| Comentaristas        | Excalibur                     |
| Comentaristas        | Don Callis (Moxley vs. Omega) |
| Anunciador de ringue | Justin Roberts                |
| Árbitros             | Aubrey Edwards                |
| Árbitros             | Bryce Remsburg                |
| Árbitros             | Frank Gastineau               |
| Árbitros             | Mike Posey                    |
| Árbitros             | Paul Turner                   |
| Árbitros             | Rick Knox                     |
| Entrevistador        | Alex Marvez                   |

Winter Is Coming contou com lutas de wrestling profissional que envolveram lutadores diferentes de rivalidades e histórias preexistentes. Os lutadores retrataram heróis, vilões ou personagens menos distinguíveis em eventos programados que criaram tensão e culminaram em uma luta ou série de lutas. As histórias foram produzidas nos programas semanais da AEW, Dynamite e Dark, e na série do YouTube dos The Young Bucks, Being The Elite.
No Full Gear, Kenny Omega derrotou Adam Page, seu ex-parceiro de duplas, na final de um torneio eliminatório de oito lutadores para receber uma futura luta pelo AEW World Championship. Em 11 de novembro de 2020, no episódio do Dynamite, foi anunciado que Jon Moxley defenderia o AEW World Championship contra Omega no episódio de 2 de dezembro.

## Recepção
Winter Is Coming teve uma média de 913.000 espectadores na TNT e obteve uma classificação de 0,42 no grupo demográfico principal (18-49), empatada para o programa de maior audiência entre todas as transmissões a cabo de quarta-feira. Esta foi a melhor avaliação de demonstração da AEW em 2020 e a mais alta desde 13 de novembro de 2019, durante a Wednesday Night Wars.
O evento contou com a presença de uma multidão de 1.000 espectadores socialmente distantes (o limite do local para 5.500 lugares causado por restrições à pandemia) e recebeu uma recepção positiva de críticos e fãs, com muitos elogios à estreia de Sting e à luta Moxley-Omega, que Dave Meltzer do Wrestling Observer Newsletter deu 4,5 estrelas em seu sistema de classificação de 5 estrelas. No entanto, houve controvérsia em relação ao final da luta e ao ângulo pós-luta com uma relação de trabalho aparente com a Impact Wrestling, que mais tarde quebrou o site do Impact. Erik Beaston do Bleacher Report disse que a batalha real "promoveu várias histórias em andamento", a estreia de Sting "aquece a alma", Moxley-Omega foi "fantástico até o final" e a narrativa promocional cruzada com a Impact é uma "virada de jogo". Wade Keller da Pro Wrestling Torch disse que a batalha real foi "muito boa", a estreia de Sting foi "bem feita" e um "grande momento", ele "teria assistido outros 30 minutos" de Moxley-Omega, e a relaçao com a Impact é "interessante".
Em menos de 24 horas, a primeira camisa  de Sting estabeleceu um novo recorde de camisetas da Pro Wrestling Tees para o maior número de camisetas vendidas em 24 horas. A aparição de Sting foi o décimo tópico mais pesquisado na Internet em 3 de dezembro e o clipe de sua estreia na AEW alcançou a posição #3 no feed de tendências do YouTube, junto com o clipe da luta de Moxley-Omega chegando a #8.

## Depois do evento
Após sua estreia, foi anunciado que Sting assinou um contrato de vários anos com a AEW e ele falaria no Dynamite da semana seguinte. Também foi anunciado para o próximo Dynamite um ultimato para o Inner Circle decidir se se uniria ou se separaria. Vários combates foram anunciados: Lance Archer e Lucha Brothers vs. Eddie Kingston e The Butcher e The Blade, The Young Bucks vs. The Hybrid 2, FTR vs. Varsity Blondes (Griff Garrison e Brian Pillman Jr.), Dustin Rhodes vs Preston Vance, e MJF vs Orange Cassidy na final do AEW Dynamite Diamond Ring. Em 7 de dezembro, foi anunciado que Shaquille O'Neal iria aparecer no episódio de 9 de dezembro do Dynamite e se dirigir à AEW com Tony Schiavone.
Kenny Omega derrotou Jon Moxley pelo AEW World Championship, com a ajuda de seu amigo de longa data e vice-presidente executivo da Impact Wrestling, Don Callis, que fez comentários como convidado para a luta. Após a luta, eles imediatamente deixaram o prédio e estavam prestes a entrar em um carro quando Callis respondeu ao entrevistador Alex Marvez dizendo que ele e Omega explicariam as coisas na próxima terça-feira no Impact!. Posteriormente, foi confirmado oficialmente pela Impact Wrestling. Após sua aparição no episódio de 7 de dezembro do Impact!, Omega e Callis apareceram no episódio de 9 de dezembro de Dynamite para fazer um anúncio.

## Resultados
| Nº                                          | Resultados                                                                                                   | Estipulações                                | Tempo |
| ------------------------------------------- | --- | ------------------------------------------- | ----- |
| 1                                           | MJF e Orange Cassidy venceram eliminando por último Wardlow                                                  | Batalha Real pelo AEW Dynamite Diamond Ring | 12:51 |
| 2                                           | Chris Jericho (com Jake Hager e Ortiz) derrotou Frankie Kazarian                                             | Luta individual                             | 10:34 |
| 3                                           | Dr. Britt Baker D.M.D. (com Rebel) derrotou Leyla Hirsch                                                     | Luta individual                             | 9:19  |
| 4                                           | Darby Allin e Cody Rhodes (com Arn Anderson) derrotaram Team Taz (Ricky Starks e Powerhouse Hobbs) (com Taz) | Luta de duplas                              | 10:32 |
| 5                                           | Kenny Omega derrotou Jon Moxley (c)                                                                          | Luta individual pelo AEW World Championship | 28:31 |
| (c) – Refere-se aos campeões antes da luta. | |                                             |       |

1. ↑  Outros participantes por ordem de eliminação: Isiah Kassidy, Serpentico, Luther, Matt Sydal, Shawn Spears, Scorpio Sky, Alex Reynolds, John Silver, Adam Page,  Kip Sabian, Lee Johnson, Marq Quen, Matt Hardy, Joey Janela, Miro, Sammy Guevara, e Jungle Boy